# Girl on Fire (album)
Girl on Fire là album phòng thu thứ năm của ca sĩ kiêm sáng tác nhạc người Mỹ Alicia Keys, phát hành ngày 22 tháng 11 năm 2012 bởi RCA Records. Đây là album đầu tiên của cô sau khi gia nhập RCA Records, và là kết quả sau khi công ty mẹ Sony Music Entertainment cơ cấu lại tập đoàn bằng việc sáp nhập hãng đĩa trước đây của cô là J Records vào RCA. Girl on Fire là một bản thu âm R&B kết hợp với âm hưởng của rock, electro, reggae và hip hop, với phần sản xuất mang khuynh hướng tối giản, chủ yếu gồm những bản nhạc trên nền piano và cân bằng giữa R&B truyền thống với những hợp âm và chuyển giai điệu mới lạ. Keys đồng sáng tác và sản xuất tất cả những bản nhạc trong album, đồng thời hợp tác với nhiều nhà sản xuất khác nhau, bao gồm chồng của cô Swizz Beatz, Babyface, Jeff Bhasker, Dr. Dre, Rodney Jerkins, Malay, Pop & Oak, Salaam Remi và Jamie xx. Nội dung ca từ của đĩa nhạc đề cập đến đức tin, những mối quan hệ phức tạp, hôn nhân và làm mẹ.
Sau khi phát hành, Girl on Fire đa phần nhận được những phản ứng tích cực từ các nhà phê bình âm nhạc, trong đó họ đánh giá cao tổng thể nhất quán và phong cách âm nhạc tối giản nhưng hiệu quả của tác phẩm. Ngoài ra, album cũng gặt hái nhiều giải thưởng và đề cử tại những lễ trao giải khác nhau, bao gồm chiến thắng giải Grammy cho Album R&B xuất sắc nhất lần thứ ba trong sự nghiệp của Keys tại lễ trao giải thường niên lần thứ 56, giúp cô nắm giữ kỷ lục là nghệ sĩ thắng hạng mục trên nhiều nhất. Girl on Fire cũng gặt hái những thành công đáng kể về mặt thương mại khi lọt vào top 10 ở nhiều quốc gia và thị trường lớn, như Argentina, Áo, Canada, Hà Lan, Pháp, Đức và Thụy Sĩ. Album ra mắt ở vị trí số một trên bảng xếp hạng Billboard 200 tại Hoa Kỳ với 159,000 bản, trở thành album quán quân thứ năm của Keys và được chứng nhận đĩa Bạch kim bởi Hiệp hội Công nghiệp Ghi âm Hoa Kỳ (RIAA), công nhận một triệu đơn vị album tương đương được tiêu thụ tại đây. 
Năm đĩa đơn đã được phát hành từ Girl on Fire. Bài hát chủ đề được chọn làm đĩa đơn mở đường và lọt vào top 10 ở hơn 20 quốc gia, đồng thời đạt vị trí thứ 11 trên bảng xếp hạng Billboard Hot 100, trở thành đĩa đơn thứ 11 của Keys vươn đến top 20 tại Hoa Kỳ. Tuy nhiên, những đĩa đơn còn lại như "Brand New Me", "New Day", "Fire We Make" và "Tears Always Win" chỉ gặt hái những thành công ít ỏi trên toàn cầu. Để quảng bá album, nữ ca sĩ xuất hiện và trình diễn trên nhiều chương trình truyền hình và lễ trao giải lớn, như American Idol, Good Morning America, Late Show with David Letterman, The Tonight Show with Jay Leno, giải Video âm nhạc của MTV năm 2012, giải Âm nhạc châu Âu của MTV năm 2012, iTunes Festival năm 2012 và giải Grammy lần thứ 55, cũng như thực hiện chuyến lưu diễn Set the World on Fire Tour (2013) với 83 đêm diễn và đi qua năm châu lục. Theo Liên đoàn Công nghiệp ghi âm Quốc tế (IFPI), đây là album bán chạy thứ 32 trên toàn thế giới trong năm 2012 với 1.3 triệu bản.

## Danh sách bài hát
| Girl on Fire – Phiên bản tiêu chuẩn | Girl on Fire – Phiên bản tiêu chuẩn                          | Girl on Fire – Phiên bản tiêu chuẩn                                          | Girl on Fire – Phiên bản tiêu chuẩn | Girl on Fire – Phiên bản tiêu chuẩn |
| STT                                 | Nhan đề                                                      | Sáng tác                                                                     | Sản xuất                            | Thời lượng                          |
| ----------------------------------- | ------------------------------------------------------------ | ---------------------------------------------------------------------------- | ----------------------------------- | ----------------------------------- |
| 1.                                  | "De Novo Adagio" (Intro)                                     |                                                                              |                                     | 1:19                                |
| 2.                                  | "Brand New Me"                                               | Alicia Keys Emeli Sandé                                                      | Keys                                | 3:53                                |
| 3.                                  | "When It's All Over"                                         | Keys John Stephens Stacy Barthe                                              | Keys Jamie Smith                    | 4:34                                |
| 4.                                  | "Listen to Your Heart"                                       | Keys Stephens                                                                | Darkchild Keys                      | 3:46                                |
| 5.                                  | "New Day"                                                    | Keys Kasseem Dean Trevor Lawrence, Jr. Andre Brissett Sevyn Streeter Dr. Dre | Dr. Dre Swizz Beatz                 | 4:02                                |
| 6.                                  | "Girl on Fire" (phiên bản Inferno) (hợp tác với Nicki Minaj) | Keys Jeff Bhasker Salaam Remi Onika Tanya Maraj Billy Squier                 | Keys Bhasker Salaam Remi            | 4:30                                |
| 7.                                  | "Fire We Make" (song ca với Maxwell)                         | Keys Andrew "Pop" Wansel Warren "Oak" Felder Gary Clark, Jr.                 | Keys Pop & Oak                      | 5:21                                |
| 8.                                  | "Tears Always Win"                                           | Keys Bhasker Bruno Mars Phillip Lawrence                                     | Bhasker Keys                        | 3:59                                |
| 9.                                  | "Not Even the King"                                          | Keys Sandé                                                                   | Keys                                | 3:07                                |
| 10.                                 | "That's When I Knew"                                         | Keys Kenny Edmonds Antonio Dixon                                             | Edmonds Dixon                       | 4:05                                |
| 11.                                 | "Limitedless"                                                | Keys Wansel Felder Streeter Barthe                                           | Keys Pop & Oak                      | 3:57                                |
| 12.                                 | "One Thing"                                                  | Keys Frank Ocean James Ho                                                    | Ho                                  | 4:08                                |
| 13.                                 | "101"                                                        | Keys Sandé                                                                   | Keys                                | 6:29                                |
| Tổng thời lượng:                    | Tổng thời lượng:                                             | Tổng thời lượng:                                                             | Tổng thời lượng:                    | 53:08                               |

| Girl on Fire – Phiên bản tại Nhật Bản (bản nhạc kèm theo) | Girl on Fire – Phiên bản tại Nhật Bản (bản nhạc kèm theo) | Girl on Fire – Phiên bản tại Nhật Bản (bản nhạc kèm theo) | Girl on Fire – Phiên bản tại Nhật Bản (bản nhạc kèm theo) | Girl on Fire – Phiên bản tại Nhật Bản (bản nhạc kèm theo) |
| STT                                                       | Nhan đề                                                   | Sáng tác                                                  | Sản xuất                                                  | Thời lượng                                                |
| --------------------------------------------------------- | --------------------------------------------------------- | --------------------------------------------------------- | --------------------------------------------------------- | --------------------------------------------------------- |
| 14.                                                       | "Girl on Fire"                                            | Keys Bhasker Remi Squier                                  | Keys Bhasker Salaam Remi                                  | 3:44                                                      |
| 15.                                                       | "Girl on Fire" (phiên bản Bluelight)                      | Keys Bhasker Remi Squier                                  | Keys Bhasker Salaam Remi                                  | 4:22                                                      |
| Tổng thời lượng:                                          | Tổng thời lượng:                                          | Tổng thời lượng:                                          | Tổng thời lượng:                                          | 61:14                                                     |

| Girl on Fire – Phiên bản tour tại Úc (DVD kèm theo–VH1 Storytellers) | Girl on Fire – Phiên bản tour tại Úc (DVD kèm theo–VH1 Storytellers) | Girl on Fire – Phiên bản tour tại Úc (DVD kèm theo–VH1 Storytellers) |
| STT                                                                  | Nhan đề                                                              | Thời lượng                                                           |
| -------------------------------------------------------------------- | -------------------------------------------------------------------- | -------------------------------------------------------------------- |
| 1.                                                                   | "No One"                                                             | 6:10                                                                 |
| 2.                                                                   | "Brand New Me"                                                       | 4:49                                                                 |
| 3.                                                                   | "You Don't Know My Name"                                             | 7:00                                                                 |
| 4.                                                                   | "Empire State of Mind (Part II) Broken Down"                         | 4:18                                                                 |
| 5.                                                                   | "Not Even the King"                                                  | 4:11                                                                 |
| 6.                                                                   | "Fallin'"                                                            | 4:44                                                                 |
| 7.                                                                   | "If I Ain't Got You"                                                 | 7:17                                                                 |
| 8.                                                                   | "Girl on Fire"                                                       | 4:57                                                                 |
| 9.                                                                   | "New Day"                                                            | 4:48                                                                 |
| 10.                                                                  | "Try Sleeping with a Broken Heart"                                   | 5:49                                                                 |
| 11.                                                                  | "Un-Thinkable (I'm Ready)"                                           | 5:40                                                                 |

Ghi chú nhạc mẫu
- "Girl on Fire" chứa đoạn nhạc mẫu từ phần trống trong bài hát năm 1980 "The Big Beat" của Billy Squier.[3]

## Xếp hạng
| Bảng xếp hạng (2012–2013)                | Vị trí cao nhất |
| ---------------------------------------- | --------------- |
| Album Argentina (CAPIF)                  | 7               |
| Album Úc (ARIA)                          | 12              |
| Album Úc Urban (ARIA)                    | 2               |
| Album Áo (Ö3 Austria)                    | 7               |
| Album Bỉ (Ultratop Vlaanderen)           | 11              |
| Album Bỉ (Ultratop Wallonie)             | 16              |
| Album Canada (Billboard)                 | 8               |
| Album Quốc tế Croatia (HDU)              | 27              |
| Album Cộng hòa Séc (ČNS IFPI)            | 16              |
| Album Đan Mạch (Hitlisten)               | 21              |
| Album Hà Lan (Album Top 100)             | 7               |
| Album Phần Lan (Suomen virallinen lista) | 19              |
| Album Pháp (SNEP)                        | 8               |
| Album Đức (Offizielle Top 100)           | 6               |
| Album Hy Lạp (IFPI)                      | 24              |
| Album Hungaria (MAHASZ)                  | 28              |
| Album Ireland (IRMA)                     | 27              |
| Album Ý (FIMI)                           | 17              |
| Album Nhật Bản (Oricon)                  | 13              |
| Album Mexico (Top 100 Mexico)            | 86              |
| Album New Zealand (RMNZ)                 | 22              |
| Album Na Uy (VG-lista)                   | 13              |
| Album Ba Lan (ZPAV)                      | 17              |
| Album Bồ Đào Nha (AFP)                   | 16              |
| Album Nga (2M)                           | 23              |
| Album Scotland (OCC)                     | 20              |
| Album Slovenia (RTV)                     | 19              |
| Album Tây Ban Nha (PROMUSICAE)           | 13              |
| Album Thụy Điển (Sverigetopplistan)      | 39              |
| Album Thụy Sĩ (Schweizer Hitparade)      | 3               |
| Album Anh Quốc (OCC)                     | 13              |
| Album Anh Quốc R&B (OCC)                 | 2               |
| Album Hoa Kỳ Billboard 200               | 1               |
| Album Hoa Kỳ Top R&B/Hip-Hop (Billboard) | 1               |

| Bảng xếp hạng (2012)                      | Vị trí |
| ----------------------------------------- | ------ |
| Album Úc Urban (ARIA)                     | 32     |
| Album Hà Lan (Album Top 100)              | 69     |
| Album Pháp (SNEP)                         | 71     |
| Album Đức (Offizielle Top 100)            | 79     |
| Album Hàn Quốc Quốc tế (Circle)           | 77     |
| Album Thụy Sĩ (Schweizer Hitparade)       | 95     |
| Album Anh Quốc (OCC)                      | 71     |
| Album Toàn cầu (IFPI)                     | 32     |
| Bảng xếp hạng (2013)                      | Vị trí |
| Album Úc Urban (ARIA)                     | 20     |
| Album Bỉ (Ultratop Flanders)              | 106    |
| Album Bỉ (Ultratop Wallonia)              | 126    |
| Album Hà Lan (Album Top 100)              | 94     |
| Album Thụy Sĩ (Schweizer Hitparade)       | 59     |
| Hoa Kỳ Billboard 200                      | 25     |
| Hoa Kỳ Top R&B Albums (Billboard)         | 5      |
| Hoa Kỳ Top R&B/Hip-Hop Albums (Billboard) | 8      |

## Chứng nhận
| Quốc gia | Chứng nhận | Số đơn vị/doanh số chứng nhận |
| --- | ---------- | ----------------------------- |
| Úc (ARIA) | Vàng       | 35.000^                       |
| Canada (Music Canada) | Vàng       | 40.000^                       |
| Pháp (SNEP) | Vàng       | 50.000*                       |
| Đức (BVMI) | Vàng       | 150.000^                      |
| Hà Lan (NVPI) | Bạch kim   | 50.000^                       |
| Philippines (PARI) | Vàng       | 7.500*                        |
| Ba Lan (ZPAV) | Vàng       | 10.000*                       |
| Thụy Sĩ (IFPI) | Vàng       | 15.000^                       |
| Anh Quốc (BPI) | Vàng       | 100.000*                      |
| Hoa Kỳ (RIAA) | Bạch kim   | 1.000.000‡                    |
| Tổng hợp |            |                               |
| Toàn cầu | —          | 1,300,000                     |
| * Chứng nhận dựa theo doanh số tiêu thụ. ^ Chứng nhận dựa theo doanh số nhập hàng. ‡ Chứng nhận dựa theo doanh số tiêu thụ và phát trực tuyến. |            |                               |

## Lịch sử phát hành
| Khu vực        | Ngày              | Phiên bản  | Định dạng               | Hãng đĩa   | Ct.           |
| -------------- | ----------------- | ---------- | ----------------------- | ---------- | ------------- |
| Hà Lan         | 22 tháng 11, 2012 | Tiêu chuẩn | CD tải nhạc số          | Sony Music | [ 64 ]        |
| Úc             | 23 tháng 11, 2012 | Tiêu chuẩn | CD tải nhạc số          | Sony Music | [ 65 ]        |
| Đức            | 23 tháng 11, 2012 | Tiêu chuẩn | CD tải nhạc số          | Sony Music | [ 66 ]        |
| Pháp           | 26 tháng 11, 2012 | Tiêu chuẩn | CD tải nhạc số          | Jive Epic  | [ 67 ]        |
| Vương quốc Anh | 26 tháng 11, 2012 | Tiêu chuẩn | CD tải nhạc số đĩa than | RCA        | [ 68 ] [ 69 ] |
| Ý              | 27 tháng 11, 2012 | Tiêu chuẩn | CD tải nhạc số          | Sony Music | [ 70 ]        |
| Hoa Kỳ         | 27 tháng 11, 2012 | Tiêu chuẩn | CD tải nhạc số          | RCA        | [ 71 ]        |
| Nhật Bản       | 28 tháng 11, 2012 | Tiêu chuẩn | CD tải nhạc số          | Sony Music | [ 1 ]         |
| Thụy Điển      | 28 tháng 11, 2012 | Tiêu chuẩn | CD tải nhạc số          | Sony Music | [ 72 ]        |
| Pháp           | 14 tháng 12, 2012 | Tiêu chuẩn | Đĩa than                | Jive Epic  | [ 73 ]        |
| Đức            | 14 tháng 12, 2012 | Tiêu chuẩn | Đĩa than                | Sony Music | [ 66 ]        |
| Hà Lan         | 17 tháng 12, 2012 | Tiêu chuẩn | Đĩa than                | Sony Music | [ 74 ]        |
| Thụy Điển      | 19 tháng 12, 2012 | Tiêu chuẩn | Đĩa than                | Sony Music | [ 75 ]        |
| Hoa Kỳ         | 25 tháng 12, 2012 | Tiêu chuẩn | Đĩa than                | RCA        | [ 76 ]        |
| Úc             | 29 tháng 11, 2013 | Tour       | CD+DVD                  | Sony Music | [ 2 ]         |